# Lifo
De aanduiding lifo is een afkorting van het Engelse last in - first out (dat wat er het laatst in komt, gaat er het eerst uit).  Het is bepaald een andere methode dan fifo, dat first in, first out betekent (het eerste dat erin ging, gaat er als eerste uit).
Het Lifo principe wordt onder meer toegepast in de financiële administratie van een bedrijf. Het lifo-principe wordt vaak geïllustreerd aan de hand van een stapel dienbladen, waarbij het dienblad dat het laatste op de stapel is geplaatst doorgaans ook het eerste blad is dat er vanaf wordt gehaald. Een ander voorbeeld is het ontslaan van mensen als een bedrijf op loonkosten moet bezuinigen. De personen die het laatst in dienst getreden zijn, moeten als eerste afvloeien.
Diverse vakgebieden, zoals de informatica, de elektronica en de accountancy kennen het lifo-principe. In de informatica wordt de lifo doorgaans een stack genoemd.
In de accountancy of boekhouding wordt lifo gebruikt om aan te duiden hoe de waarde van een aanwezige voorraad moet worden gewaardeerd bij de opmaak van de inventaris. Bij het bepalen van de waarde van een artikel aanwezig in de voorraad wordt de oudst genoteerde waarde als maatstaf genomen. Daardoor wordt de waarde van de voorraad ondergewaardeerd, want artikelen worden afgerekend op de vroegst bekende prijs. Deze waardering kan kloppen als het om artikelen gaat die weinig in waarde wijzigen en men een voorzichtige raming wil maken van de aanwezige voorraad.